# 블라드 이바노브
블라드 이바노브(루마니아어: Vlad Ivanov, 1969년 8월 4일 ~ )는 루마니아의 배우이다.

## 출연 작품
- 더 휘슬러스 (2019)
- 선셋 (2018)
- 아나, 내사랑 (2017)
- 들개 (2016)
- 트루 크라임 (2016)
- 엘리자의 내일 (2016)
- 토니 에드만 (2016)
- 아래층 남자 (2015)
- 아들의 자리 (2013)
- 설국열차 (2013)
- 안개 속에서 (2012)
- 나의 저승길 이야기 (2011)
- 삶의 원칙 (2010)
- 나의 기쁨 (2010)
- 내부고발자 (2010)
- 경찰, 형용사 (2009)
- 황금시대 이야기 (2009)
- 더 콘서트 (2009)
- 블랙 씨 (2008)
- 4개월, 3주... 그리고 2일 (2007)
- 세컨드 인 코맨드 (2006)
- 스너프 무비 (2005)
- 페인터 (2005)
- 디플로메틱 시즈 (1999)